# Rainbow pulsation 〜 THE BEST OF ELISA 〜
『rainbow pulsation 〜 THE BEST OF ELISA 〜』（レインボー・パルセーション　ザ・ベスト・オヴ・エリサ）は、ELISAのベスト・アルバム。2012年6月20日にGENEON UNIVERSALから発売された。

## 概要
デビュー5周年を記念しリリースされたELISA初のベスト・アルバム。CD+8曲のミュージック・ビデオと11曲のTV-SPOTを収録したDVDの2枚組「初回限定盤」(GNCA-1332)、CDのみの「通常盤」(GNCA-1333)の2パターンでリリースされた。
ジェネオン時代のシングル曲の他、「愛・おぼえていますか」のカバー、「プロフェシア・トリロジー」（鵬翼のプロフェシア・聖櫃のプロフェシア・深淵のプロフェシアのメドレー）など、新たな音源も収録している。
ブックレットには音楽ライター・冨田明宏によるイントロダクションや担当ディレクターによるレコーディング秘話も交えたライナーノーツを掲載している。

## 収録曲
1. euphoric field
  - 「ef - a tale of memories.」第1期OPテーマ
2. Real Force
  - 「とある科学の超電磁砲」EDテーマ
3. Wonder Wind
  - 「ハヤテのごとく!!」OPテーマ
4. Dear My Friend -まだ見ぬ未来へ-
  - 「とある科学の超電磁砲」EDテーマ
5. HIKARI
  - 「隠の王」EDテーマ
6. ENDLESS ANTHOLOGY (complete ver.)
  - 「完全版」は今回初出の音源。オリジナル版は1stアルバム「white pulsation」に収録されている。
7. ebullient future
  - 「ef - a tale of memories.」第2期OPテーマ
8. God Only Knows
  - 「神のみぞ知るセカイ」OPテーマ
9. 集積回路の夢旅人 (ELISA ver.)
  - 3rdアルバム「Lasei」収録曲
10. A Whole New World God Only Knows
  - 「神のみぞ知るセカイII」OPテーマ
11. Special "ONE"
  - OVA「とある科学の超電磁砲」EDテーマ
12. Invisible Message
  - 「劇場版ハヤテのごとく! HEAVEN IS A PLACE ON EARTH」挿入歌
13. プロフェシア・トリロジー
  - 「鵬翼プロフェシア」「聖櫃プロフェシア」「深淵のプロフェシア」のメドレー・バージョン。今回初出の音源。
14. SCARLET WINGS
  - Xbox 360「迷宮クロスブラッド リローデッド」主題歌
15. TUNE IN PROMISE
  - 新曲。サミー「パチスロ エイリヤン・ビギンズ」タイアップ曲。
16. 愛・おぼえていますか
  - 飯島真理のカバー。本作品の為に新たにレコーディングしたもの。

### 初回限定盤DVD
1. euphoric field (Music Video)
2. HIKARI (Music Video)
3. ebullient future (Music Video)
4. Wonder Wind (Music Video)
5. Dear My Friend -まだ見ぬ未来へ- (Music Video)
6. Real Force (Music Video)
7. Special "ONE" (Music Video)
8. Invisible Message (Music Video)
9. euphoric field TV-SPOT
10. HIKARI TV-SPOT
11. ebullient future TV-SPOT
12. Wonder Wind TV-SPOT
13. Dear My Friend -まだ見ぬ未来へ- TV-SPOT
14. Real Force TV-SPOT
15. Special "ONE" TV-SPOT
16. Invisible Message TV-SPOT
17. white pulsation TV-SPOT
18. Rouge Adolescence TV-SPOT
19. Lasei TV-SPOT